# Người Luxembourg
Người Luxembourg (/ˈlʌksəmbɜːrɡərz/ LUK-səm-bur-gərz; tiếng Luxembourg: Lëtzebuerger [ˈlətsəbuəjɐ]) là một sắc tộc người German có nguồn gốc từ quốc gia Luxembourg, nơi họ chiếm khoảng một nửa dân số. Họ chia sẻ văn hóa Luxembourg và nói tiếng Luxembourg.
Người dân Luxembourg, giống như người Áo, về mặt lịch sử được coi là một nhóm nhỏ trong khu vực của các sắc tộc German cổ và tự coi mình như vậy cho đến khi Liên bang Đức sụp đổ. Luxembourg trở thành một quốc gia độc lập sau khi ký Hiệp ước Luân Đôn vào năm 1839 trong khi vẫn liên minh mật thiết với Hà Lan. Liên minh này chỉ tồn tại trong thời gian ngắn và được giải thể song phương một cách thiện chí vào năm 1890.

## Vị trí địa lý
Phần lớn người dân tộc Luxembourg sống ở Đại Công quốc Luxembourg, một quốc gia nhỏ ở châu Âu nằm giữa Đức, Pháp và Bỉ, và có nguồn gốc Celtic/Gallo-Roman và Germanic (Frankish). Tiếng Luxembourg là ngôn ngữ mẹ đẻ duy nhất của người dân Luxembourg (do cha mẹ dạy), mặc dù gần như tất cả người dân đều học tiếng Pháp và tiếng Đức ở trường và có thể giao tiếp bằng hai ngôn ngữ này ngay từ khi còn nhỏ. Mặc dù số lượng người Luxembourg không cao, nhưng có một cộng đồng người dân tộc này sống hải ngoại tương đối lớn ở châu Âu và các nơi khác. Cụ thể, có những quần thể người dân tộc này ở các nước láng giềng Bỉ, Pháp và Đức. Lý do cho điều này chủ yếu do lịch sử, đặc biệt là sự kiện Phân tách Ba phần của Luxembourg, dẫn đến việc các lãnh thổ cũ của Luxembourg bị hợp nhất vào ba quốc gia xung quanh.
Cũng có một số lượng dân số Luxembourg đáng kể ở châu Mỹ, với số lượng lớn nhất là ở Hoa Kỳ. Những người khác di cư đến Hungary cùng với người Đức trong giai đoạn đầu tiên của cuộc định cư về phía đông của người Đức vào thế kỷ 12. Người Saxon Transylvanian và người Banat Swabians là hậu duệ của những người định cư này.